# Aguts
Aguts, connu sous la Révolution sous le nom d'Aguts-Rousseau, est une commune française située dans le département du Tarn, en région Occitanie. Sur le plan historique et culturel, la commune est dans le Lauragais, l'ancien « Pays de Cocagne », lié à la fois à la culture du pastel et à l’abondance des productions, et de « grenier à blé du Languedoc ».
Exposée à un climat océanique altéré, elle est drainée par le ruisseau de Thiers et par divers autres petits cours d'eau.
Aguts est une commune rurale qui compte 237 habitants en 2022, après avoir connu un pic de population de 670 habitants en 1831. Elle fait partie de l'aire d'attraction de Toulouse. Ses habitants sont appelés les Agussiens ou  Agussiennes.

## Géographie

### Localisation
Aguts est une commune située entre Revel et Lavaur.

### Communes limitrophes
Les communes limitrophes sont  Cuq-Toulza, Montgey, Mouzens, Puéchoursi et Péchaudier.
|         | Cuq-Toulza | Péchaudier                      |
| Mouzens | Aguts      | Puylaurens (par un quadripoint) |
|         | Puéchoursi | Montgey                         |

### Hydrographie

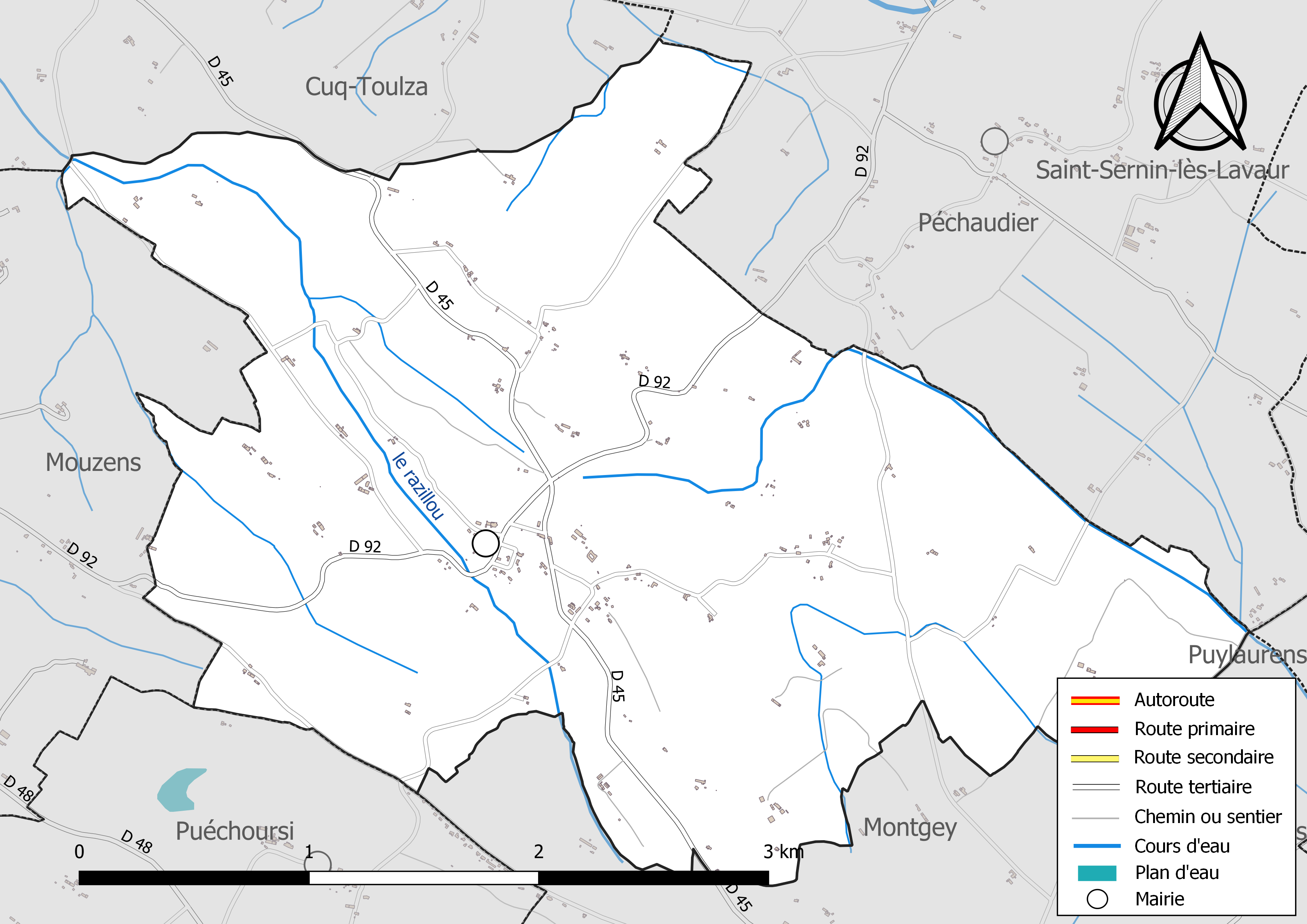
Réseaux hydrographique et routier d'Aguts.

La commune est dans le bassin de la Garonne, au sein du bassin hydrographique Adour-Garonne. Elle est drainée par le ruisseau de Thiers et par divers petits cours d'eau, qui constituent un réseau hydrographique de 13 km de longueur totale,.

### Climat
Pour des articles plus généraux, voir Climat de l'Occitanie et Climat du Tarn.
En 2010, le climat de la commune est de type climat du Bassin du Sud-Ouest, selon une étude du Centre national de la recherche scientifique s'appuyant sur une série de données couvrant la période 1971-2000. En 2020, Météo-France publie une typologie des climats de la France métropolitaine dans laquelle la commune est exposée à un climat océanique altéré et est dans la région climatique Aquitaine, Gascogne, caractérisée par une pluviométrie abondante au printemps, modérée en automne, un faible ensoleillement au printemps, un été chaud (19,5 °C), des vents faibles, des brouillards fréquents en automne et en hiver et des orages fréquents en été (15 à 20 jours).
Pour la période 1971-2000, la température annuelle moyenne est de 12,8 °C, avec une amplitude thermique annuelle de 16 °C. Le cumul annuel moyen de précipitations est de 853 mm, avec 10,9 jours de précipitations en janvier et 5,6 jours en juillet. Pour la période 1991-2020, la température moyenne annuelle observée sur la station météorologique de Météo-France la plus proche, « St-felix-lauragais », sur la commune de Saint-Félix-Lauragais à 9 km à vol d'oiseau, est de 13,5 °C et le cumul annuel moyen de précipitations est de 673,9 mm. 
La température maximale relevée sur cette station est de 40,2 °C, atteinte le 23 août 2023 ; la température minimale est de −11,6 °C, atteinte le 8 février 2012,,.
Les paramètres climatiques de la commune ont été estimés pour le milieu du siècle (2041-2070) selon différents scénarios d'émission de gaz à effet de serre à partir des nouvelles projections climatiques de référence DRIAS-2020. Ils sont consultables sur un site dédié publié par Météo-France en novembre 2022.

### Milieux naturels et biodiversité
Aucun espace naturel présentant un intérêt patrimonial n'est recensé sur la commune dans l'inventaire national du patrimoine naturel,,.

## Urbanisme

### Typologie
Au 1er janvier 2024, Aguts est catégorisée commune rurale à habitat très dispersé, selon la nouvelle grille communale de densité à sept niveaux définie par l'Insee en 2022.
Elle est située hors unité urbaine. Par ailleurs la commune fait partie de l'aire d'attraction de Toulouse, dont elle est une commune de la couronne,. Cette aire, qui regroupe 527 communes, est catégorisée dans les aires de 700 000 habitants ou plus (hors Paris),.

### Occupation des sols
L'occupation des sols de la commune, telle qu'elle ressort de la base de données européenne d’occupation biophysique des sols Corine Land Cover (CLC), est marquée par l'importance des territoires agricoles (100 % en 2018), une proportion identique à celle de 1990 (100 %). La répartition détaillée en 2018 est la suivante : 
terres arables (93,5 %), zones agricoles hétérogènes (6,5 %). L'évolution de l’occupation des sols de la commune et de ses infrastructures peut être observée sur les différentes représentations cartographiques du territoire : la carte de Cassini (XVIIIe siècle), la carte d'état-major (1820-1866) et les cartes ou photos aériennes de l'IGN pour la période actuelle (1950 à aujourd'hui).

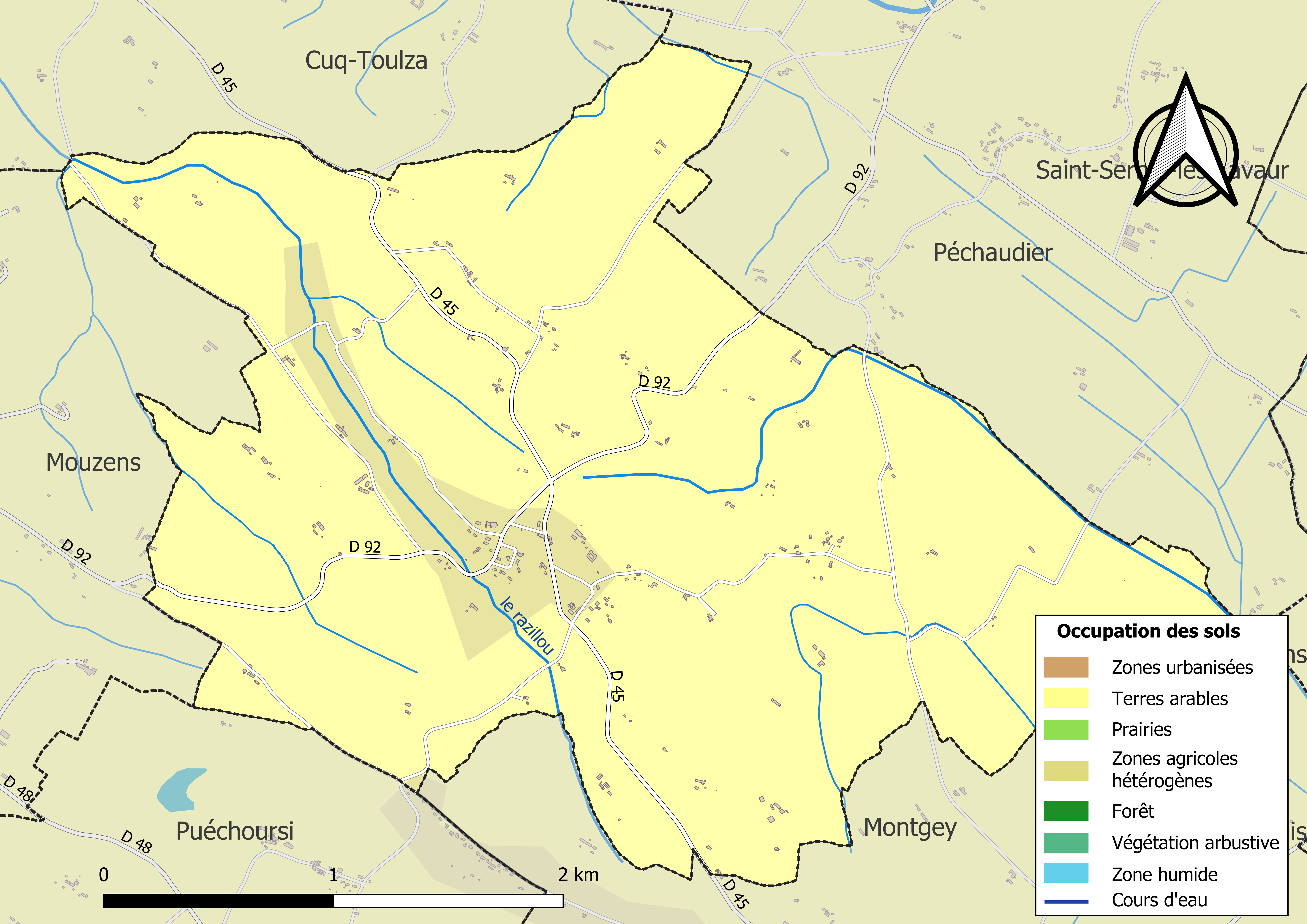
Carte des infrastructures et de l'occupation des sols de la commune en 2018 (CLC).

### Risques majeurs
Le territoire de la commune d'Aguts est vulnérable à différents aléas naturels : météorologiques (tempête, orage, neige, grand froid, canicule ou sécheresse), inondations, mouvements de terrains et séisme (sismicité très faible). Il est également exposé à deux risques technologiques, le transport de matières dangereuses et la rupture d'un barrage. Un site publié par le BRGM permet d'évaluer simplement et rapidement les risques d'un bien localisé soit par son adresse soit par le numéro de sa parcelle.

#### Risques naturels
Certaines parties du territoire communal sont susceptibles d’être affectées par le risque d’inondation par débordement de cours d'eau, notamment La cartographie des zones inondables en ex-Midi-Pyrénées réalisée dans le cadre du XIe Contrat de plan État-région, visant à informer les citoyens et les décideurs sur le risque d’inondation, est accessible sur le site de la DREAL Occitanie. La commune a été reconnue en état de catastrophe naturelle au titre des dommages causés par les inondations et coulées de boue survenues en 1982,.
Aguts est exposée au risque de feu de forêt. En 2022, il n'existe pas de Plan de Prévention des Risques incendie de forêt (PPRif). Le débroussaillement aux abords des maisons constitue l’une des meilleures protections pour les particuliers contre le feu,.

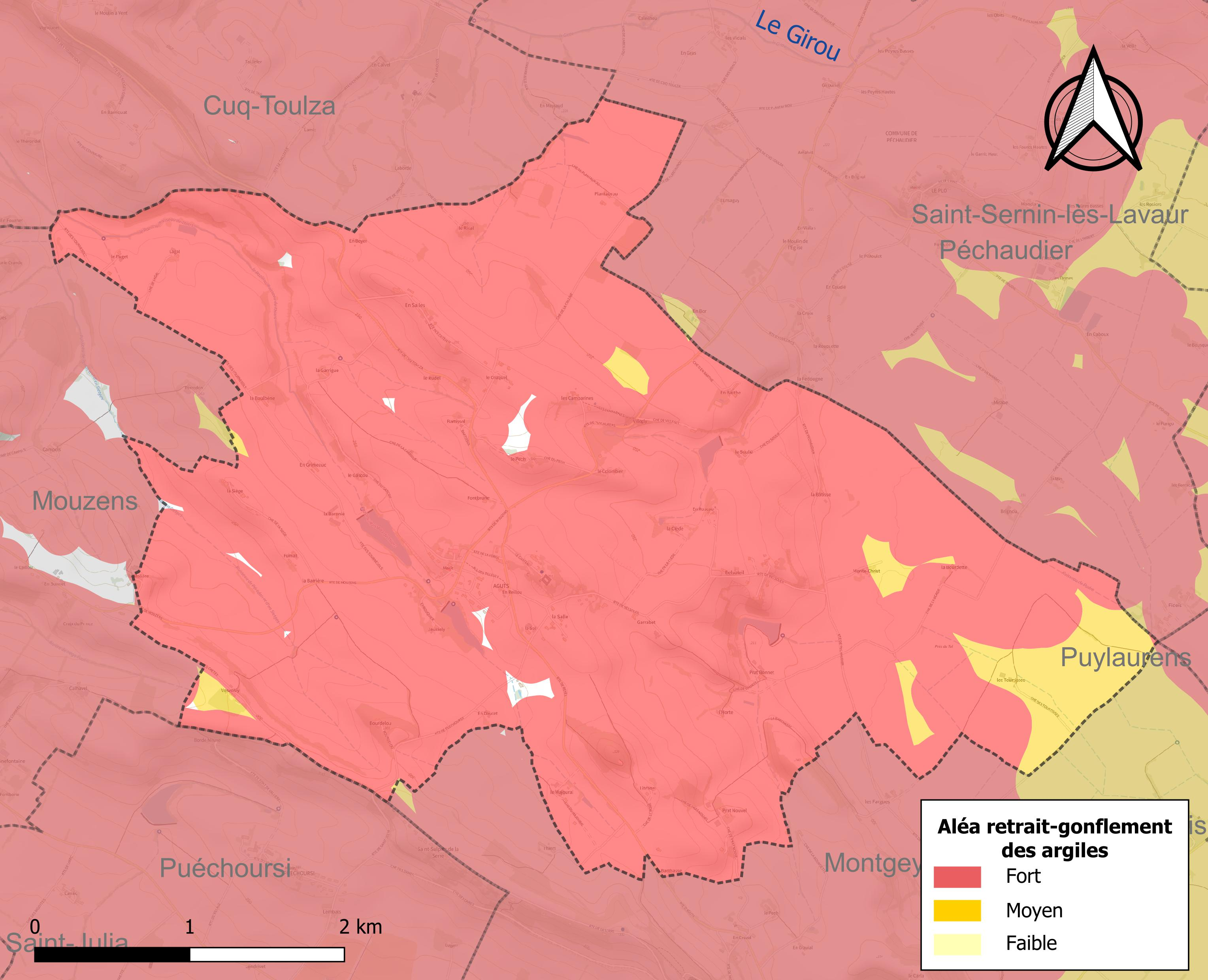
Carte des zones d'aléa retrait-gonflement des sols argileux d'Aguts.

La commune est vulnérable au risque de mouvements de terrains constitué principalement du retrait-gonflement des sols argileux. Cet aléa est susceptible d'engendrer des dommages importants aux bâtiments en cas d’alternance de périodes de sécheresse et de pluie. 99,5 % de la superficie communale est en aléa moyen ou fort (76,3 % au niveau départemental et 48,5 % au niveau national). Sur les 121 bâtiments dénombrés sur la commune en 2019, 120 sont en aléa moyen ou fort, soit 99 %, à comparer aux 90 % au niveau départemental et 54 % au niveau national. Une cartographie de l'exposition du territoire national au retrait gonflement des sols argileux est disponible sur le site du BRGM,.
Par ailleurs, afin de mieux appréhender le risque d’affaissement de terrain, l'inventaire national des cavités souterraines permet de localiser celles situées sur la commune.

#### Risques technologiques
Le risque de transport de matières dangereuses sur la commune est lié à sa traversée par des infrastructures routières ou ferroviaires importantes ou la présence d'une canalisation de transport d'hydrocarbures. Un accident se produisant sur de telles infrastructures est susceptible d’avoir des effets graves sur les biens, les personnes ou l'environnement, selon la nature du matériau transporté. Des dispositions d’urbanisme peuvent être préconisées en conséquence.
La commune est en outre située en aval d'un barrage de classe A. À ce titre elle est susceptible d’être touchée par l’onde de submersion consécutive à la rupture de cet ouvrage.

## Toponymie
Aguts vient du latin accutis, signifiant « sommet pointu, aigu ».
Pendant la Révolution la commune s'est appelée « Aguts-Rousseau ». On trouve également la mention « dagutse » sur les registres de l'état-civil lors de la Révolution française.

## Histoire
Le site du château d'Aguts est d'occupation ancienne, même si le château n'y est cité qu'au XIVe siècle. Il sera largement remanié au cours des siècles suivants, et demeurera important dans l'histoire du village. Néanmoins, avant même la construction de l'édifice, soit dès le XIIIe siècle et la croisade des albigeois, les environs d'Aguts sont le théâtre de sanglants événements. En effet, lors de l'embuscade de Montgey, plusieurs milliers de croisés sont massacrés par les troupes de Raymond-Roger de Foix, ce dont témoigne aujourd'hui entre autres le calvaire d'Aguts.
Avant 1789 et la Révolution française, Aguts est une communauté rattachée à la sénéchaussée de Lauragais et au diocèse de Lavaur. Elle est dépend de la paroisse Saint Pierre d'Aguts. En 1790, Aguts devenue une municipalité est intégrée au canton de Cuq-Toulza et au district de Lavaur. Au cours de l'An X du calendrier républicain, c'est-à-dire entre 1801 et 1802, Aguts devient une commune dépendante de l'arrondissement de Lavaur.
En 1972, un projet, abandonné, prévoyait le rattachement d'Aguts et de Puéchoursi à la commune de Montgey. En 2004, elle adhère à la communauté de communes du Pays de Cocagne.

## Population et société

### Démographie
Les habitants sont appelés les Agussiens ou Agutiens, en occitan : les Agutsols.
| 1793 | 1800 | 1806 | 1821 | 1831 | 1836 | 1841 | 1846 | 1851 |
| ---- | ---- | ---- | ---- | ---- | ---- | ---- | ---- | ---- |
| 539  | 533  | 565  | 556  | 670  | 668  | 662  | 658  | 629  |

| 1856 | 1861 | 1866 | 1872 | 1876 | 1881 | 1886 | 1891 | 1896 |
| ---- | ---- | ---- | ---- | ---- | ---- | ---- | ---- | ---- |
| 573  | 616  | 581  | 577  | 585  | 564  | 506  | 445  | 436  |

| 1901 | 1906 | 1911 | 1921 | 1926 | 1931 | 1936 | 1946 | 1954 |
| ---- | ---- | ---- | ---- | ---- | ---- | ---- | ---- | ---- |
| 425  | 412  | 385  | 331  | 328  | 338  | 323  | 302  | 288  |

| 1962 | 1968 | 1975 | 1982 | 1990 | 1999 | 2006 | 2008 | 2013 |
| ---- | ---- | ---- | ---- | ---- | ---- | ---- | ---- | ---- |
| 246  | 217  | 177  | 193  | 164  | 187  | 214  | 222  | 224  |

| 2018 | 2022 | - | - | - | - | - | - | - |
| ---- | ---- | - | - | - | - | - | - | - |
| 227  | 237  | - | - | - | - | - | - | - |

## Économie

### Revenus
En 2018, la commune compte 96 ménages fiscaux, regroupant 246 personnes. La médiane du revenu disponible par unité de consommation est de 22 960 € (20 400 € dans le département).

### Emploi
|                | 2008  | 2013  | 2018   |
| -------------- | ----- | ----- | ------ |
| Commune        | 3,6 % | 8,1 % | 11,2 % |
| Département    | 8,2 % | 9,9 % | 10 %   |
| France entière | 8,3 % | 10 %  | 10 %   |

En 2018, la population âgée de 15 à 64 ans s'élève à 125 personnes, parmi lesquelles on compte 84,8 % d'actifs (73,6 % ayant un emploi et 11,2 % de chômeurs) et 15,2 % d'inactifs,. En  2018, le taux de chômage communal (au sens du recensement) des 15-64 ans est supérieur à celui du département et de la France, alors qu'en 2008 la situation était inverse.
La commune fait partie de la couronne de l'aire d'attraction de Toulouse, du fait qu'au moins 15 % des actifs travaillent dans le pôle,. Elle compte 25 emplois en 2018, contre 27 en 2013 et 39 en 2008. Le nombre d'actifs ayant un emploi résidant dans la commune est de 95, soit un indicateur de concentration d'emploi de 26,3 % et un taux d'activité parmi les 15 ans ou plus de 60,1 %.
Sur ces 95 actifs de 15 ans ou plus ayant un emploi, 19 travaillent dans la commune, soit 20 % des habitants. Pour se rendre au travail, 91,6 % des habitants utilisent un véhicule personnel ou de fonction à quatre roues, 1,1 % les transports en commun, 3,2 % s'y rendent en deux-roues, à vélo ou à pied et 4,2 % n'ont pas besoin de transport (travail au domicile).

### Activités hors agriculture
20 établissements sont implantés  à Aguts au 31 décembre 2019.
Le secteur de l'administration publique, l'enseignement, la santé humaine et l'action sociale est prépondérant sur la commune puisqu'il représente 20 % du nombre total d'établissements de la commune (4 sur les 20 entreprises implantées  à Aguts), contre 15,5 % au niveau départemental.

### Agriculture
La commune est dans le Lauragais tarnais, une petite région agricole située dans le sud-ouest du département du Tarn. En 2020, l'orientation technico-économique de l'agriculture  sur la commune est la culture de céréales et/ou d'oléoprotéagineuses.
|               | 1988 | 2000 | 2010 | 2020 |
| ------------- | ---- | ---- | ---- | ---- |
| Exploitations | 23   | 19   | 15   | 15   |
| SAU (ha)      | 740  | 902  | 864  | 927  |

Le nombre d'exploitations agricoles en activité et ayant leur siège dans la commune est passé de 23 lors du recensement agricole de 1988  à 19 en 2000 puis à 15 en 2010 et enfin à 15 en 2020, soit une baisse de 35 % en 32 ans. Le même mouvement est observé à l'échelle du département qui a perdu pendant cette période 58 % de ses exploitations,. La surface agricole utilisée sur la commune a quant à elle augmenté, passant de 740 ha en 1988 à 927 ha en 2020. Parallèlement la surface agricole utilisée moyenne par exploitation a augmenté, passant de 32 à 62 ha.

## Culture locale et patrimoine

### Lieux et monuments
- Église Saint-Pierre d'Aguts ;
- Calvaire d'Aguts ;
- Chapelle basse du calvaire d'Aguts ;
- Chapelle du calvaire d'Aguts ;
- Chapelle intermédiaire du calvaire d'Aguts.

Le village présente un beau panorama du côté Est, avec une vue sur la montagne Noire et les différentes villes voisines (Revel, Sorèze, Saint-Ferréol, Dourgne).
Des deux côtés de la colline Litrone s'élèvent deux grands châteaux :
- le château d'Aguts ;
- le château de Montgey.

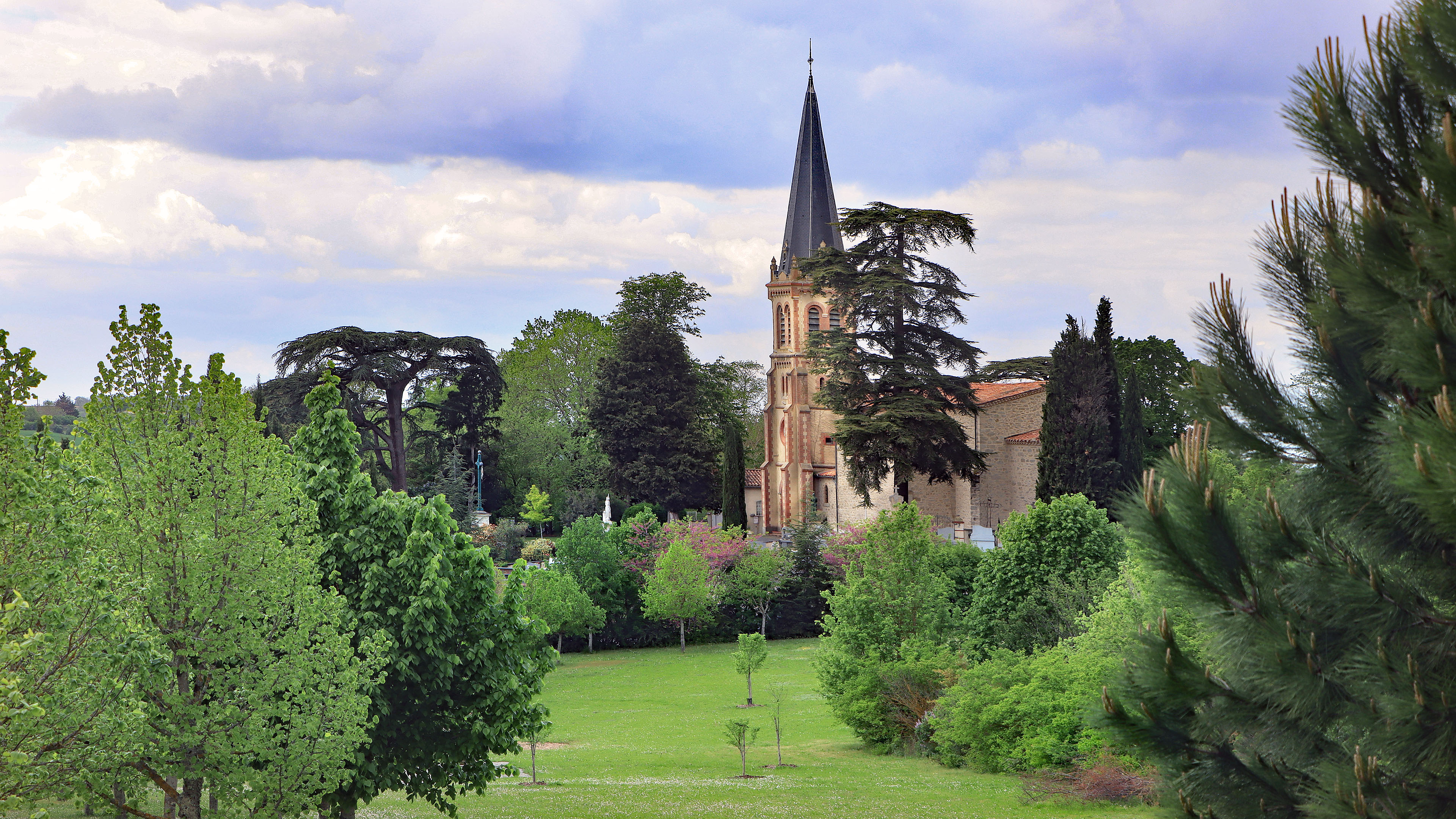
L'église Saint-Pierre.
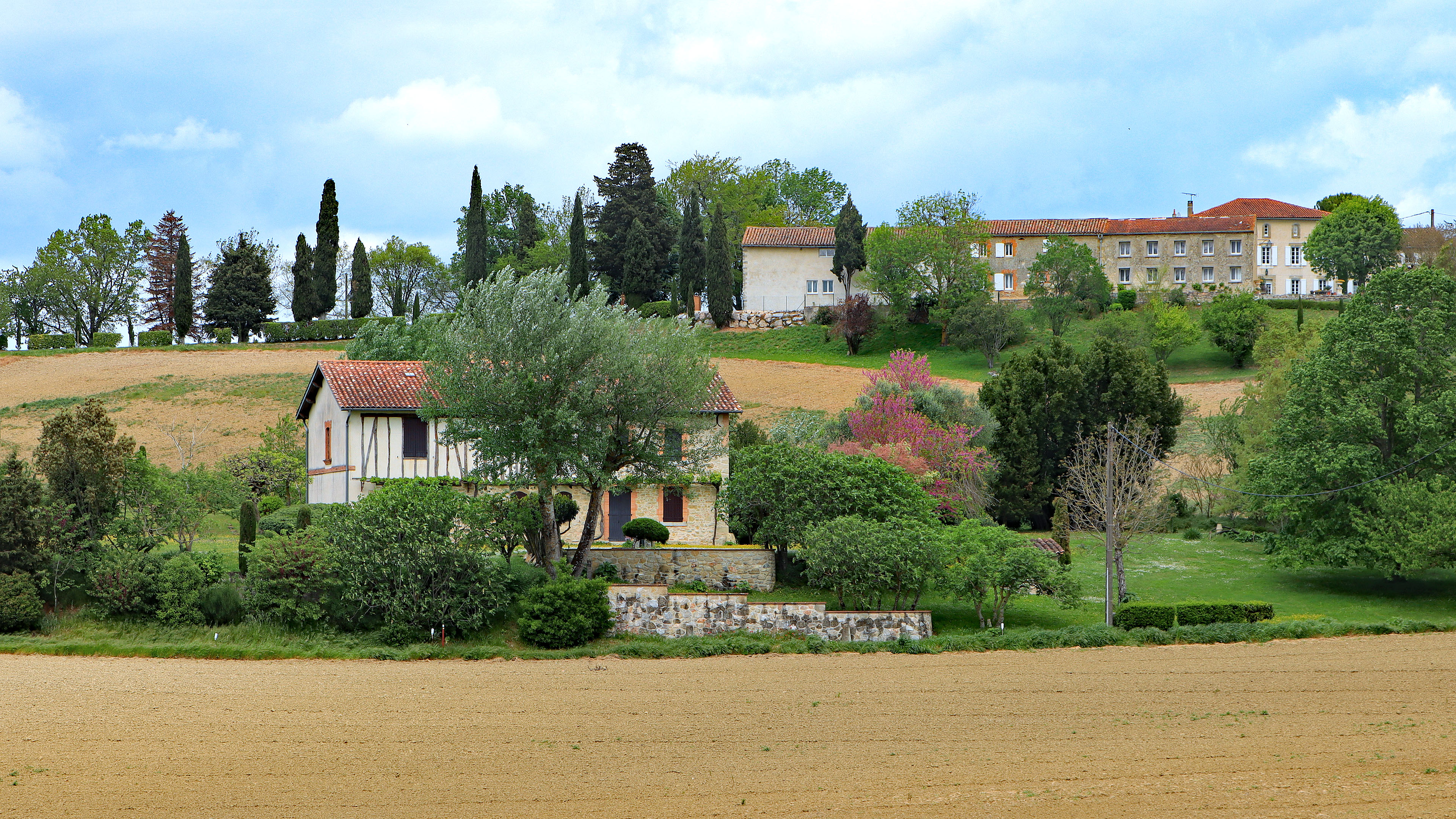
Une partie du village.
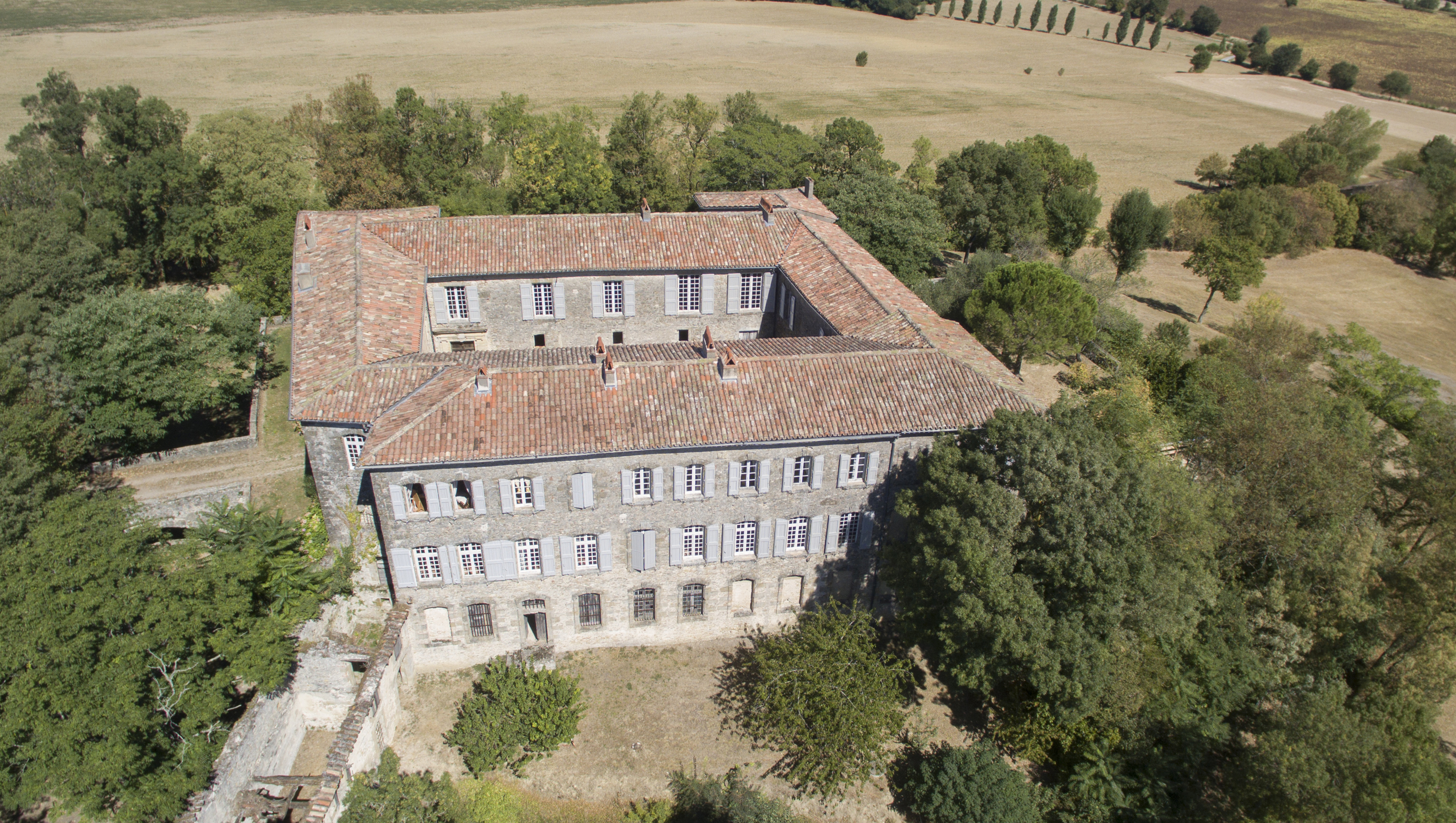
Le château d'Aguts
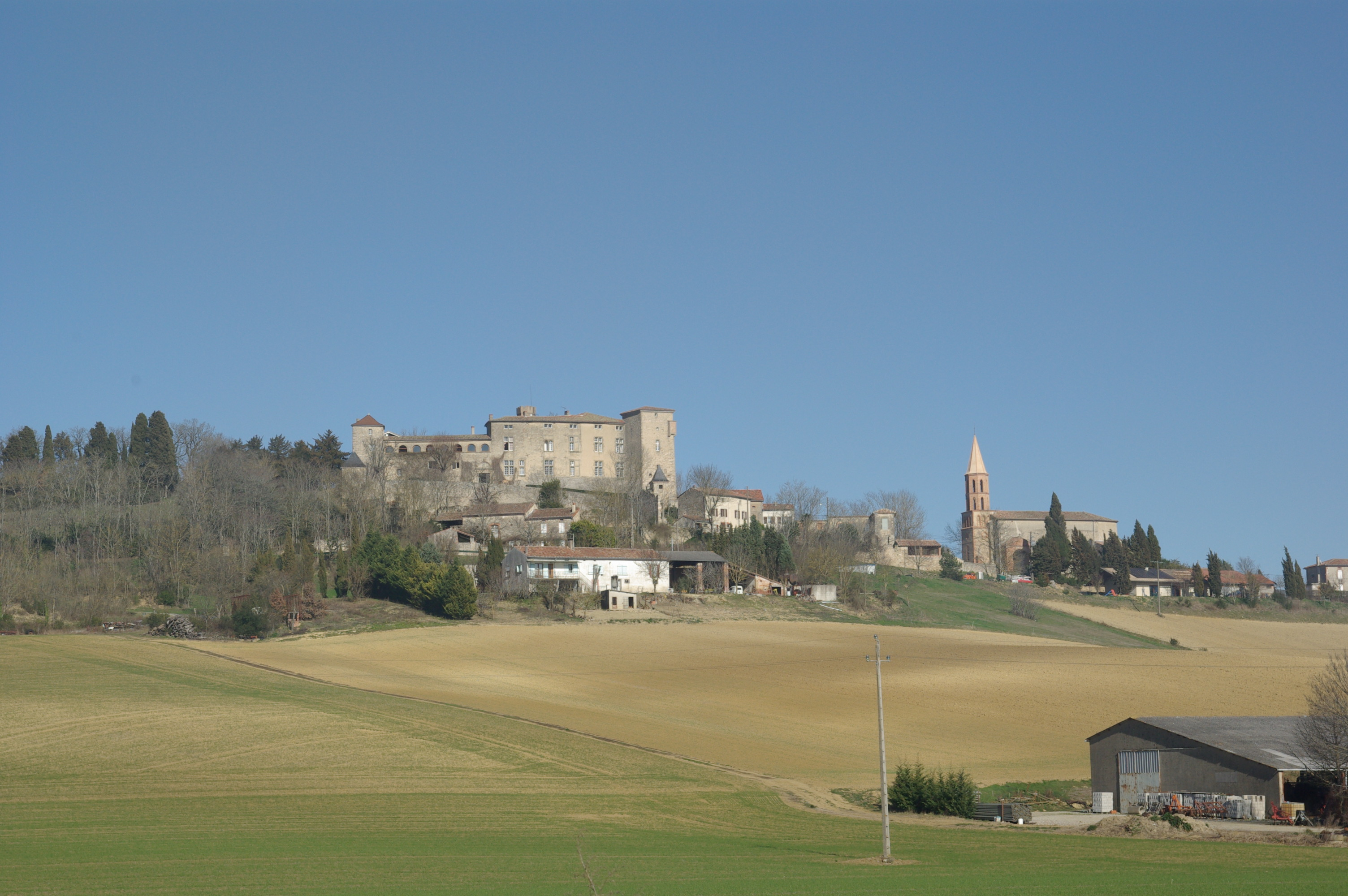
Le château de Montgey

### Personnalités liées à la commune
- Jacques-Paul-Marie d'Avessens de Saint-Rome (1749-1822), né et mort à Aguts, député de la noblesse aux états généraux de 1789.
- Les sœurs Jeanne-Émilie de Villeneuve et Léontine de Villeneuve qui résident au château dans leur jeunesse. La première sera fait sainte, et la seconde est connue sous le nom d'occitanienne de Chateaubriand.
- Familles de Rigaud de Vaudreuil, d'Avessens et de Chavagnac.

### Héraldique
| Aguts | Son blasonnement est : D'azur à la fasce d'or, accompagnée de deux losanges du même, une en chef et une en pointe. |